# Avner Dorman
Avner Dorman (* 14. April 1975 in Tel Aviv) ist ein israelischer Komponist.

## Werdegang
Dorman studierte in Tel Aviv Komposition, unter anderem bei Josef Bardanashvili.  Nach der Publikation mehrerer musikalischer Werke erhielt Dorman bereits im Alter von 25 Jahren den israelischen Prime Minister’s Award für Komposition. Im Jahre 2003 setzte Dorman seine Studien an der Juilliard  School of Music in New York bei John Corigliano fort und schloss sie mit einer Promotion ab.
Dorman hat bereits zahlreiche Kompositionen verschiedener Genres vorgelegt, wie Orchesterwerke, Konzerte und Kammermusik, aber auch Filmmusik und ein Konzert für Violine und Rockband. Sein bislang bekanntestes Werk ist das Konzert für Schlagzeug und Orchester Frozen in Time, das seit der Uraufführung im Dezember 2007 mehrfach nachgespielt wurde. Die Sinfonische Dichtung Uriah: The Man the King Wanted Dead, ein Auftragswerk des San Francisco Symphony Orchestra, wurde 2011 uraufgeführt.
Dormans Kompositionen sind meist tonal, unter Einbeziehung exotischer Instrumente und Tonskalen. Dorman wurde mit mehreren Musikpreisen ausgezeichnet.
Während der Saison 2010/11 war Dorman Composer-in-residence beim Alabama Symphony Orchestra in Birmingham (Alabama, USA), wo Justin Brown als Musikdirektor tätig war. Mit Brown konzipierte er für das Badische Staatstheater Karlsruhe seine erste Oper Wahnfried, die dort 2017 uraufgeführt wurde.

## Auszeichnungen
- 2000 israelischer Prime Minister’s Award
- 2000 israelischer ACUM-Preis für die Ellef-Sinfonie.
- 2002 Preis des israelischen Kulturministeriums für den Liederzyklus Boaz
- in den USA wurde ihm drei Mal der ASCAP Morton Gould Young Composer’s Award verliehen

## Werke

### Opern
- Wahnfried (2016 im Auftrag des Badischen Staatstheaters Karlsruhe komponiert, Text: Lutz Hübner, Sarah Nemitz; UA 28. Januar 2017)

### Konzerte und sinfonische Werke
- Concerto in A (1995)
- Konzert für Violine und Rockband (1998)
- Ellef Sinfonie (2000)
- Piccolo Concerto (2001)
- Saxophonkonzert (2003)
- Variations Without a Theme (UA 2003 mit dem Israel Philharmonic Orchestra unter Zubin Mehta)
- Concerto Grosso (2003)
- Mandolinenkonzert (2006)
- Spices, Perfumes, Toxins! für zwei Schlagzeuger und großes Orchester (UA 2006 unter Zubin Mehta)
- Frozen in Time, Konzert für Schlagzeug und Orchester (2006/07, UA 2./3. Dezember 2007) mit den Philharmonikern Hamburg unter Simone Young und Martin Grubinger als Solist. Weitere Aufführungen mit dem Solisten Grubinger fanden beispielsweise am 24./26. Januar 2008 unter Juraj Valcuha mit den Münchner Philharmonikern statt. Die US-amerikanische Erstaufführung des Werks mit dem Kansas City Symphony Orchestra, wiederum mit Grubinger als Solist, fand Ende April 2011 statt.[4]
- Lost Souls, Konzert für Klavier und Orchester (2009)
- Astrolatry (2010)[5]
- Uriah: The Man the King Wanted Dead (2009, UA 2011)
- Cellokonzert (2012)
- Uzu and Muzu from Kakaruzu (2012)
- Dialogues of Love (2014)
- After Brahms (2015)
- Siklòn (2015)

### Film- und Ballettmusik
- Ben (1997)
- Accord/Discord (1999)
- "Falafel" (2001)
- Impact (2006)
- Wonderland (2013)
- Past Life (2016) – "The Concert"

### Kammermusik
- Tree-yO! (1996)
- Trio (2001)
- Streichquartett No. 1 (2003)
- Streichquartett No. 2 (2004)
- Sonate Nr. 1 für Violine und Klavier (2004)
- Jerusalem Mix für Oboe, Klarinette, Fagott, Horn und Klavier (2007)
- Sonate Nr. 2 für Violine und Klavier (2008)
- Prayer for the Innocents für zwei Streichquartette (2009)
- Nigunim, Sonata Nr. 3 für Violine und Klavier (2011)
- Memory Games, für Violine und Klavier (2012)
- Mantra (2013)
- Consumed für Schlagzeug Quartett (2014)
- Sonata Nr. 4 für Violine und Klavier (2014)
- How to Love für Gitarre und Streichquartett
- Variations on a Simple Theme für Flöte, Viola und Harfe (2016)
- Four Marimbas für Schlagzeug Quartett (2017)

### Klaviermusik
- Prelude No. 1 (1992)
- Klaviersonate No. 1 (1999)
- Klaviersonate No. 2 (2000)
- Moments Musicaux (2003)
- Azerbaijani Dance (2005)
- Klaviersonate No. 3 – Dance Suite (2005)
- Dance Suite (2005)
- Nocturne Insomniaque (2007)
- Klaviersonate No. 4 – Libi Bamizrach (2011)
- Three Etudes (2012)
- Karsilama für zwei Klaviere (2012)
- After Brahms (2014)
- Klaviersonate No. 5 (2017)
- For a Friend I Never Knew (2017)

### Vokalmusik
- Boaz, Liederzyklus (2002)
- Psalm 67 (2004)
- The fear of men (2006), nach zwei Gedichten von Ronen Altman Kaydar
- Letters from Gettysburg (2012), Chorwerk

### Sonstiges
- Uzu and Muzu from Kakaruzu (2011), ein rhythmisches Märchen aus Israel für einen Erzähler, zwei Schlagzeuger und Orchester